# Apayao

Apayao

Apayao – prowincja na Filipinach w regionie Cordillera Administrative Region, położona w północno-środkowej części wyspy Luzon. Od północy i wschodu graniczy z prowincją Cagayan, od południa z prowincją Kalinga, od zachodu z prowincjami Abra i Ilocos Norte. Powierzchnia: 4351,23 km². Liczba ludności: 103 633 mieszkańców (2007). Gęstość zaludnienia wynosi 23,8 mieszk./km². Stolicą prowincji jest Luna.